# Tellina opalina
Tellina opalina is een tweekleppigensoort uit de familie van de Tellinidae. De wetenschappelijke naam van de soort is voor het eerst geldig gepubliceerd in 1788 door Chemnitz in Schröter.